# 서문로 (대전)
서문로(Seomun-ro)는 대전광역시 중구 문화동 한밭도서관네거리에서 중구 서대전역네거리를 잇는 도로이다.

## 주요 경유지
대전광역시
- 중구 (문화동)

## 노선
| 이름             | 접속 노선                        | 소재지     | 소재지 | 비고 |
| ---------------- | -------------------------------- | ---------- | ------ | ---- |
| 한밭도서관네거리 | 대전광역시도 제23호선 (보문산로) | 대전광역시 | 중구   |      |
| (이름 없음)      | 문화로                           | 대전광역시 | 중구   |      |
| 서대전역네거리   | 국도 제4호선 (계백로)            | 대전광역시 | 중구   |      |

## 주요 건물 및 시설
- GS25 한밭우성점 (서문로 32/문화동 141)
- 대전국제통상고등학교 (서문로 47/문화동 187-1)
- 대신택배 대전문화점 (서문로 66/문화동 195-9)
- GS25 대신서문로점 (서문로 107/문화동 311-48)